# Augustus Edward Hough Love
Augustus Edward Hough Love (* 17. April 1863 in Weston-super-Mare, England; † 5. Juni 1940 in Oxford) war ein englischer Mathematiker und Professor für theoretische Physik. Als solcher trug er wesentlich zur Entwicklung der Elastizitätstheorie bei.

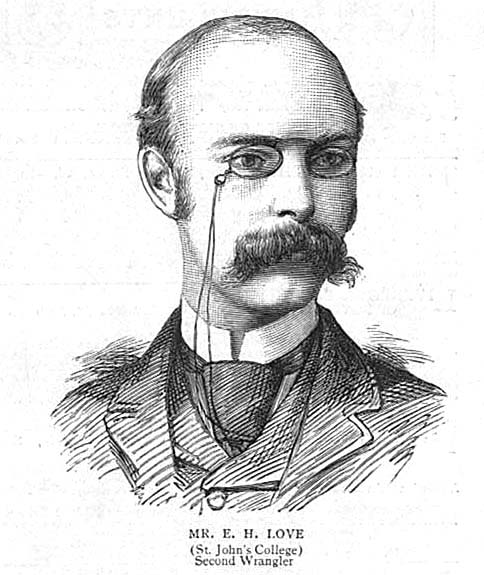

## Leben und Wirken
Augustus Edward Hough Love war der Sohn eines Chirurgen und Gerichtsmediziners. 1882 begann er mit einem gewonnenen Stipendium sein Studium der Mathematik am St. Johns College in Cambridge. 1884 war er in den Tripos-Prüfungen Second Wrangler und wurde 1886 Fellow des College. 1887 gewann er den Smith-Preis. 1894 wurde er in die Royal Society aufgenommen. 1899 wurde er auf die Sedleian Professur für theoretische Physik (Natural Philosophy) an der Universität Oxford berufen und gab dazu seinen Fellow-Status in seinem alten College auf (wurde aber 1927 Ehren-Fellow). 1927 wurde er Fellow des Queen’s College in Oxford.
Love wurde für seine vielen Arbeiten über theoretische Kontinuumsmechanik bekannt, speziell sein klar geschriebenes, historisch fundiertes Lehrbuch über Elastizitätstheorie. 1911 stellte er als Erster ein mathematisches Modell für die Ausbreitung der nach ihm benannten Love-Wellen auf (siehe: Seismische Welle). Auch die Love’schen Zahlen für die Elastizität des gesamten Erdkörpers wurden nach ihm benannt.
1911 erhielt er für seine Arbeiten über Erdbebenwellen den Adams Prize. Die Royal Society verlieh ihm 1909 die Royal Medal und 1937 die Sylvester-Medaille. 1926 erhielt er die De Morgan Medal der London Mathematical Society (LMS), deren Sekretär er 1895 bis 1910 war. 1912 bis 1913 war er Präsident der LMS. 1930 wurde er korrespondierendes Mitglied der Académie des sciences in Paris.
Er heiratete nie. Seine jüngste Schwester führte ihm den Haushalt.
Der Mondkrater Love wurde 1970 nach ihm benannt.

## Schriften
- A Treatise on the Mathematical Theory of Elasticity. 2 Bände. 1892, 1893.
- Hydrodynamik. In: Enzyklopädie der Mathematischen Wissenschaften, 1901